# Sylvie Datty
Sylvie Datty-Ngonga Tara-Agoue , née le 30 mai 1988 à Bégoua, est une lutteuse centrafricaine.
Vice-championne d'Afrique  en 2011, elle représente la République centrafricaine lors du tournoi féminin de lutte aux Jeux olympiques d'été de 2012 à Londres.